# Platysenta icole
Platysenta icole là một loài bướm đêm trong họ Noctuidae.